# شهرستان قارقاره‌لی
شهرستان قارقاره‌لی (به قزاقی: Қарқаралы ауданы، قارقارالى اۋدانى) یک شهرستان در قزاقستان است که در استان قراغندی واقع شده‌است. شهرستان قارقاره‌لی ۵۳٬۶۰۰ کیلومتر مربع مساحت و ۳۶٬۰۲۵ نفر جمعیت دارد.